# Жарки (Судиславский район)
Жарки — деревня в Расловском сельском поселении Судиславского района Костромской области России.

## История
Согласно Спискам населенных мест Российской империи в 1872 году деревня относилась к 1 стану Костромского уезда Костромской губернии. В ней числилось 11 дворов, проживало 22 мужчины и 23 женщины.
Согласно переписи населения 1897 года в деревне проживало 97 человек (40 мужчин и 57 женщин).
Согласно Списку населенных мест Костромской губернии в 1907 году деревня относилась к Богословской волости (также указана в Белореченской волости) Костромского уезда Костромской губернии. По сведениям волостного правления за 1907 год в ней числился 21 крестьянский двор и 137 жителей. Основным занятием жителей деревни, помимо земледелия, был заводской отхожий промысел.
До муниципальной реформы 2010 года деревня входила в состав Михайловского сельского поселения Судиславского района.

## Население
| 1872 | 1897 | 1907 | 2008 | 2010 | 2014 |
| ---- | ---- | ---- | ---- | ---- | ---- |
| 45   | ↗97  | ↗137 | ↘51  | ↘42  | ↗44  |